# Добровольский, Евгений Станиславович
Евге́ний Станисла́вович Доброво́льский (укр. Євген Станіславович Добровольський; род. 10 февраля 1995, Чоп, Закарпатская область) — украинский футболист, полузащитник.

## Биография

### Ранние годы
Воспитанник СДЮСШОР города Ужгорода. С 2008 по 2012 год провёл 70 матчей и забил 5 голов в чемпионате ДЮФЛ.

### Клубная карьера
Летом 2012 присоединился к составу ужгородской «Говерлы». 25 июля того же года дебютировал в юношеской (до 19 лет) команде закарпатцев в домашнем матче против киевского «Арсенала». За молодёжную (до 21 года) команду дебютировал 24 апреля 2014 в домашнем поединке с днепропетровским «Днепром».
30 апреля 2016 дебютировал в составе «Говерлы» в домашней игре Премьер-лиги против луганской «Зари», заменив на 64-й минуте Михаила Сергийчука.

## Статистика
| Клуб    | Лига         | Сезон   | Чемпионат | Чемпионат | Кубок | Кубок | Дубль | Дубль |
| Клуб    | Лига         | Сезон   | Игры      | Голы      | Игры  | Голы  | Игры  | Голы  |
| ------- | ------------ | ------- | --------- | --------- | ----- | ----- | ----- | ----- |
| Говерла | Премьер-лига | 2013/14 |           |           |       |       | 1     | 0     |
| Говерла | Премьер-лига | 2014/15 |           |           |       |       | 17    | 0     |
| Говерла | Премьер-лига | 2015/16 | 2         | 0         |       |       | 17    | 0     |